# Luigi Pironti di Campagna
Luigi Pironti di Campagna (Nàpols 1908 – 1969) fou jugador, dirigent i àrbitre d'hoquei sobre patins.
El 1927 arribà a Catalunya amb la seva família i s'instal·là a Barcelona, on practicà l'hoquei sobre patins, la natació i la marxa atlètica. Jugà amb el seu germà Ernesto a l'Skating Club Catalunya al mateix temps que feia d'àrbitre d'hoquei sobre patins. El 1930 es convertí en un dels fundadors i el primer president de la Federació Catalana d'Hoquei sobre Patins, antecedent de l'actual Federació Catalana de Patinatge, després d'adaptar i traduir els estatuts que havia portat de la Federació Italiana. Presidí la federació fins al juliol de 1932, quan dimití per discrepàncies amb membres de la seva junta directiva. Al marge de jugar a hoquei patins, també va ser àrbitre, nedador i membre de l'equip de marxa atlètica del FC Barcelona durant els mateixos anys en què va presidir la Federació Catalana. Va estudiar a l'Escola d'Agricultura de Barcelona i es va vincular amb grups catalanistes i d'esquerra. El 1936 es va convertir en secretari general de la Federació Nacional d'Estudiants de Catalunya i posteriorment en el seu cap d'ensenyament tècnic. Quan va esclatar la Guerra Civil va tornar a Itàlia, on va morir anys més tard.